# Cape-Yorkfluiter
De Cape-Yorkfluiter (Drymodes superciliaris) is een zangvogel uit de familie Petroicidae (Australische vliegenvangers).

## Verspreiding en leefgebied
Deze soort komt voor op het Kaap York-schiereiland in het noordoosten van Australië.

## Status
De grootte van de populatie is niet gekwantificeerd maar de soort wordt omschreven als algemeen. Op de Rode lijst van de IUCN heeft deze soort de status niet bedreigd.